# Матері та доньки
«Матері та доньки» («Mères et filles») — французько-канадський драматичний кінофільм 2009 року, знятий режисером Жюлі Лопе-Курваль, з Маріною Андс і Катрін Денев у головних ролях.

## Сюжет
Одрі приїжджає з Канади до невеликого французького містечка свого дитинства, відвідати батьків. У будинку, де колись жили батьки її матері, вона випадково знаходить щоденник, що колись належав її безвісти зниклій в середині 1950-х бабусі. Цей щоденник допомагає пролити світло на те, що ж насправді сталося понад півстоліття тому.

## У ролях
- Маріна Андс — Одрі
- Катрін Денев — Мартіна
- Марі-Жозе Кроз — Луїза
- Мішель Дюшоссуа — Мішель
- Жан-Філіпп Екоффі — Жерар
- Кароль Франк — Евелін
- Елеонор Гірт — Сюзанна
- Жерар Воткінс — Жиль
- Романо Орзарі — Том
- Нанс Лаборде-Журдаа — П'єр
- Мерем Серба — Саміра
- Артур Лурсен — Жерар у дитинстві
- Манон Персепт — Одрі у дитинстві
- Джонатан Ейз — Седрік
- Луїсон Бергман — Мартіна у дитинстві
- Віолен Вільям — дочка Саміри
- Шанна Буржуа — дочка Саміри
- Алексіан Казенаве — дівчина Седріка
- Фабріс Біго — кур'єр
- Стефан Бланкафор — фотограф
- Жером Тібо — банківський касир
- Фредерік Буше — менеджер банку
- Жан-Клод Калон — підприємець
- Себастьєн Бойссавіт — лікар Мартіни
- Жан-Клод Кордьє — клієнт в оптиці
- Ніколя Гоїн — пара на пляжі

## Знімальна група
- Режисер — Жюлі Лопе-Курваль
- Сценаристи — Софі Йет, Жюлі Лопе-Курваль
- Оператори — Філіпп Жільбер
- Композитор — Патрік Вотсон
- Художник — Філіпп ван Ервійнен
- Продюсери — Ален Бенгігі, Франсуа Ландрі, Ніколя Лепретр, Томас Верхаге
- Кастинг-директор — Натаніель Естер